# 1997 AS12
1997 AS12 är en asteroid i huvudbältet som upptäcktes den 10 januari 1997 av den japanska astronomen Takao Kobayashi vid Ōizumi-observatoriet.
Asteroiden har en diameter på ungefär 5 kilometer.